# Такир (Аккулинський район)
Таки́р (каз. Тақыр) — село у складі Аккулинського району Павлодарської області Казахстану. Входить до складу Баймульдінського сільського округу.
Населення — 248 осіб (2021; 310 у 2009, 432 у 1999, 589 у 1989).
Національний склад станом на 1989 рік:
- казахи — 62 %